# Commission Ouranos
La Commission Ouranos (nom complet : Commission internationale d'enquête scientifique Ouranos ou Commission internationale d'enquête Ouranos) (CIES, CEO ou CIEO) était l'un des premiers groupes français de recherche ufologique.

## Historique
Le groupe est fondé à Paris le 24 juin 1951 par l'avocat et ovnilogue Marc Thirouin, disciple de l'ésotériste Paul Le Cour et l'Anglais Eric Biddle,. Initialement destinée à l'étude des OVNI et des phénomènes paranormaux, la Commission Ouranos est basée à Bohain-en-Vermandois (Aisne), puis près de Grenoble.
Après la mort de Marc Thirouin en 1972, Pierre Delval lui succède. Sous sa présidence, la CEO adopte une perspective religieuse, voyant les OVNI comme des manifestations sataniques. Cette orientation est marquée par des théories conspirationnistes selon lesquelles les phénomènes OVNI et paranormaux feraient partie d'une action de subversion de forces occultes visant à manipuler la société afin d'instaurer un pouvoir totalitaire. Également marquée par des critiques contre la spiritualité orientale et le New Age, cette nouvelle orientation éloigne l'organisation de ses débuts ufologiques. Ses publications ultérieures explorent des thèmes complotistes et occultistes et prétendent que des forces occultes manipuleraient l'humanité à travers le « mondialisme » en vue de l'avènement de l'Antéchrist, alignant ainsi politiquement la Commission Ouranos à l'extrême droite.

## Description
Le nom renvoie à Ouranos, la divinité primordiale personnifiant le Ciel dans la mythologie grecque.
L'organisation comptait parmi ses membres l'écrivain Aimé Michel, le psychologue Alfred Nahon, le journaliste Charles Garreau, l'écrivain Jimmy Guieu et Raymond Veillith, un astronome amateur.
À partir de 1952, la Commission Ouranos publie un bulletin intitulé Ouranos - Revue internationale pour l'étude des soucoupes volantes et problèmes connexes, publication qui, en 1954, change de nom pour Ouranos,,. Marc Thirouin en était le directeur de publication et Jimmy Guieu le chef du service d'enquête. Dans les années 1970, la revue s'oriente vers la parapsychologie sous la conduite de Pierre Delval et Alain Gadmer.
Le groupe conduisait des enquêtes sur des signalements et prétendait tenir un « Dossier mondial des soucoupes volantes ».
Des conférences étaient aussi organisées, notamment à Saint-Germain-des-Prés.
Plusieurs membres du groupe se retrouvaient également autour d'Aimé Michel dans le réseau du Collège invisible.
En 2011, après de multiples mutations, l'association CIES (Commission internationale d'enquête scientifique) Ouranos n'était plus active.

## Publications
- Le contrôle total 666, cahier d'Ouranos, hors série, coll. « Conquêtes - Études - Réflexions » de la commission Ouranos (sans date).
- Pierre Delval, avec la collaboration de la commission Ouranos, Le grand livre des objets volants non identfiés, Éditions De Vecchi, 1976.